# ホイヘンス・プローブ
ホイヘンス・プローブ（英: Huygens probe, 仏: sonde spatiale Huygens）は、欧州宇宙機関 (ESA) の小型惑星探査機。土星探査機カッシーニに搭載され、土星の衛星タイタンに投下された。

## 概要

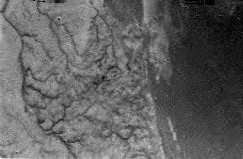
降下中のホイヘンスが写したタイタンの地表

2004年12月25日、土星の周回軌道を回っていた土星探査機カッシーニ本体から分離され、2005年1月14日、衛星タイタンへ突入して着陸に成功した。これは最も遠い距離の天体にある人工物である。
三段式のパラシュートで減速しながら降下し、内蔵されたさまざまな観測機器でタイタンの大気や地表の様子を観測した。この観測機器群は、ホイヘンスの突入地点が液体（海）であった場合も想定して準備された。取得した観測データは、カッシーニを介して地球へ送信され、鮮明な地表の写真やタイタンに吹く風の音が公開された。
ホイヘンスの名前は17世紀ネーデルラントの学者クリスティアーン・ホイヘンスに由来する。
2015年1月14日に、着陸から10周年を迎えたのを記念して成果をまとめた情報が公開された。主な成果としては、液体のメタン、エタンで出来た湖・海の発見、地球の雨のようにタイタンでは蒸発したメタンが液体メタンの雨となって降る気候であることを確認、砂漠（砂ではなく氷の表面に炭化水素が付着した物と考えられる）の発見、2番目に大きな海の深さが170mあることや、大気中にアルゴン40があり、タイタンの内部がまだ活動していることの示唆などを確認。

## 観測機器

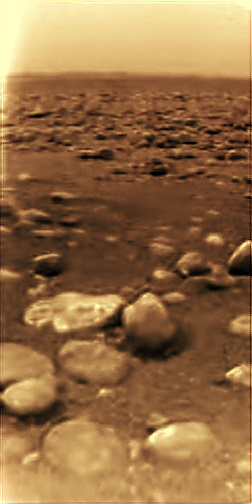
着陸したホイヘンスが写した地表

耐熱性のエアロシェルに覆われたホイヘンス・プローブには、以下のような観測機器が搭載されている。 
- 降下カメラ/スペクトル放射計
- 大気構造測定装置
- エアロゾル収集装置・加熱装置
- ガスクロマトグラフ・質量分析器
- ドップラー風速測定
- 地表科学パッケージ
  - 音波サウンダー
  - 加速度計
  - 傾斜計
  - 熱伝導計
  - 振動子